# Distretto di Faidh El Botma
Il distretto di Faidh El Botma è un distretto della provincia di Djelfa, in Algeria, con capoluogo Djelfa.

## Comuni
Il distretto di Faidh El Botma comprende 3 comuni:
- Faidh El Botma
- Amourah
- Oum Ladham